# الشبيهان (مسلسل)
تدور قصة المسلسل حول رجل يسبب المتاعب لوالدته وأخيه عن طريق عمله في شبكة إجرامية دولية لتهريب الماس والمجوهرات وتشتبه أجهزة الشرطة في شقيقه التوأم الطيب لشدة الشبه بينهما. ومن هنا يبدأ طريق الخطر والمتاعب للأم وابنها الطيب.

## بطولة
- أحمد مرعي
- عمر الحريري
- ناهد جبر
- نبيل نور الدين
- حسن عبد السلام
- آمال شريف